# Henrik Kullander
Henrik Kullander, född 1 september 1971 i Ljungbyholm, är en svensk författare. Kullander debuterade 2002 med romanen Elfenbenssvart. Sedan dess har två ytterligare romaner publicerats. 